# Rosohuvateț, Kozova
Rosohuvateț (în ucraineană Росохуватець) este un sat în comuna Ișkiv din raionul Kozova, regiunea Ternopil, Ucraina.

## Demografie
Componența lingvistică a localității Rosohuvateț
     Ucraineană (99,79%)
     Alte limbi (0,21%)
Conform recensământului din 2001, majoritatea populației localității Rosohuvateț era vorbitoare de ucraineană (99,79%), existând în minoritate și vorbitori de alte limbi.